# 陳士蘭
陳士蘭（1567年10月8日—1605年），字爾馥，號華石，福建泉州府同安县嘉禾店前人，軍籍，明朝政治人物。

## 生平
陳士蘭早年出身國子生，以《詩經》中萬曆十九年（1591年）福建鄉試舉人第二名，二十九年（1601年）會試中式第六十二名，成第二甲五十六名進士，獲授刑部主事，三十三年差恤刑廣東，未任卒于家。

## 家族
曾祖陳廷享，祖父陳體孝，父親陳琳，母親莊氏。